# Elección legislativa de Francia de 1914
Las elecciones legislativas de Francia de 1914 se realizaron el 26 de abril y 10 de mayo de 1914.

## Resultados
| Partido | Partido                                           | Votos     | % Votos |
| ------- | ------------------------------------------------- | --------- | ------- |
|         | Partido Republicano. Radical y Radical Socialista | 2.930.018 | 34.75%  |
|         | Alianza Republicana Democrática                   | 2.407.259 | 28.55%  |
|         | Sección Francesa de la Internacional Obrera       | 1.413.044 | 16.76%  |
|         | Acción Liberal Popular                            | 956.261   | 11.34%  |
|         | Federación Republicana                            | 397.547   | 4.72%   |
|         | Partido Republicano-Socialista                    | 326.927   | 3.88%   |